# Kingdom Under Fire: The Crusaders
Kingdom Under Fire: The Crusaders — тактическая ролевая компьютерная игра на платформе Xbox, разработанная корейской студией Phantagram. Она является сиквелом игры Kingdom Under Fire: A War of Heroes 2001 года, и продолжает ее сюжетную линию. Геймплей Kingdom Under Fire: The Crusaders совмещает экшн от третьего лица и элементы ролевой игры, что отличает ее от предшественницы. Это вторая часть серии Kingdom Under Fire. 28 февраля 2020 года была портирована на Windows.

## Геймплей
Геймплей Kingdom Under Fire: The Crusaders содержит элементы RPG. Наряду с управлением главным персонажем игрок сражается армиями (юнитами), которые контролируются в режиме реального времени с помощью мини-карты либо на главном экране.
Любой юнит, вовлеченный в битву с вражеским юнитом, не может изменить цель, пока битва не закончится, кроме случая, когда с врагом сражаются два отряда — один из них может отступить, пока второй продолжает битву.

## Юниты
Виды юнитов в игре включают:
- Пехота: участвует в рукопашном бою.
- Паладины: исцеляют и поддерживают пехоту с помощью заклинания «Благословление и исцеление». Дополнительно наносит святой урон в рукопашном бою против нежити. (Только Альянс)
- Лучники: стреляют в наземные и воздушные цели. Лучники Темного легиона могут стрелять с лошадей, баллисты также могут стрелять в воздушных юнитов.
- Артиллерия (катапульты, мортиры, баллисты): целится в юнитов на дальней дистанции.
- Воздушные юниты: взаимодействует с юнитами, находясь в воздухе, где их могут атаковать только лучники, баллисты и магия.
- Кавалерия: может использоваться в рукопашном бою, однако наиболее эффективна, когда подключается к уже атакуемому юниту врага.
- Саперы: ставят ловушки, которые наносят урон юнитам врага, также могут поджигать леса. Могут быть использованы как замена пехоте. Пироманы Альянса могут ставить мины, которые приносят больше урона.
- Мортиры: функционируют как лучники, с той разницей, что не могут атаковать воздушных юнитов. Однако они могут рушить стены замков. (Только Альянс)
- Копейщики: специальные отряды, которые эффективны в битве с кавалерией и обездвиживать отряды перед собой. В Темном легионе их функцию выполняют Орки, вооруженные топорами.
- Юниты поддержки: такие юниты, как Всадники Шторма, Бомбардировщики, Виверны, Болотные Мамонты и Дирижабли, способные наносить массовый урон врагу.
- Скорпионы: огромные живые орудия осады, которые могут рушить стены замков и использоваться в качестве пехоты. Они неуязвимы для стрел. (Только Темный легион)
- Орки-вампиры: мертвые орки, поднявшиеся из могил, обладающие очень высокой защитой, но уязвимые для святого урона. Такой Орк может быть использован в качестве орудия осады — в таком случае он самоуничтожится. (Только Темный легион)

## Боевая магия
Кроме обычного боя, в битве можно использовать заклинания. Большая часть юнитов может выучить любое заклинание. Заклинания позволяют юнитам бросать файерболы, призывать метеоры, исцелять армию игрока или посылать самоуничтожающиеся бомбы к армии врага.

## Игровой мир
Действие Kingdom Under Fire происходит на материке Берсия, на котором расположены следующие государства:
- Эклесия: теократическое государство на западном берегу Берсии.
- Хирониден: еще одно государство людей на юге Берсии.
- Азилия: вассальное государство Эклесии.
- Ареин: эльфийское королевство в Хиронидене.
- Веллонд: государство темных эльфов, управляемое полувампирами.
- Хекстер: страна, населенная племенами орков и огров, союзница Веллонда.

## Оценки
| Сводный рейтинг | Сводный рейтинг |
| Агрегатор       | Оценка          |
| --------------- | --------------- |
| GameRankings    | 81,81 %         |

Игра была очень хорошо принята, средняя ее оценка составила более 80 % в агрегаторе оценок, с несколькими незначительными критическими рецензиями.